# Бутаритари
Бутаритари (Butaritari) (англ. Butaritari) — один из крупнейших атоллов в архипелаге Гилберта (Республика Кирибати). Остров лежит чуть южнее атолла Макин. Площадь острова — 13,49 км². Численность населения — 4346 человек (2010). Название острова переводится с языка кирибати как «запах моря». Средний годовой уровень осадков составляет 4000 мм. Гордость острова — лучшая гавань в республике и хлебное дерево. Прежние названия: Кляйне-Макин, Макин, Питт, Таритари и Тачинг.

## География
Риф, составляющий атолл, в основном находится под водой и изрезан многочисленными каналами на западе Бутаритари. В северо-восточной части острова находится глубокая гавань, способная принимать большие суда. Южная и юго-восточная часть атолла представляет собой бесчисленное скопление маленьких островков, покрытых мангровыми зарослями. На северо-западе атолла находятся маленькие островки Бикати (Bikati) и Бикатиэта (Bikatieta), образующие вторую лагуну Бутаритари.

## История
В соответствии с местным мифом, атолл был создан богом Нареау Мудрым.
С 1870 по 1914 год атолл Бутаритари была экономической и торговой столицей островов Гилберта до тех пор, пока торговая компания Бёрнса Филпа не переехала на атолл Тарава. В XIX веке на острове находилась кокосовая плантация. Первыми местными торговцами Кирибати являются Рэнделл и Дюрант, которые высадились на островке Тикурере (Tikurere), часть атолла Бутаритари, в 1846 году.
Бутаритари во многом известен тем, что здесь жил Роберт Льюис Стивенсон. В 1914—1941 годах на острове существовала японская торговая компания «Nanyo Boeki Kabushiki Kaisha».
На острове большое скопление реликтов второй мировой войны, преимущественно упавшие самолёты. 9 декабря 1941 года на остров Бутаритари у деревни Укианганг высадилась японская армия. Комиссионер острова сэр Уильям был арестован, а войска продвинулись дальше на север острова. Жители Бутаритари не покинули своих домов. 20 ноября 1943 года на атолл высадилась американская армия и произошла ожесточённая схватка с японцами. В результате японские войска сдали свои позиции. Было убито 66 американцев и 185 ранено. Число погибших японцев составило 395 человек.

## Поселения острова и их численность на 2005 и 2010 год

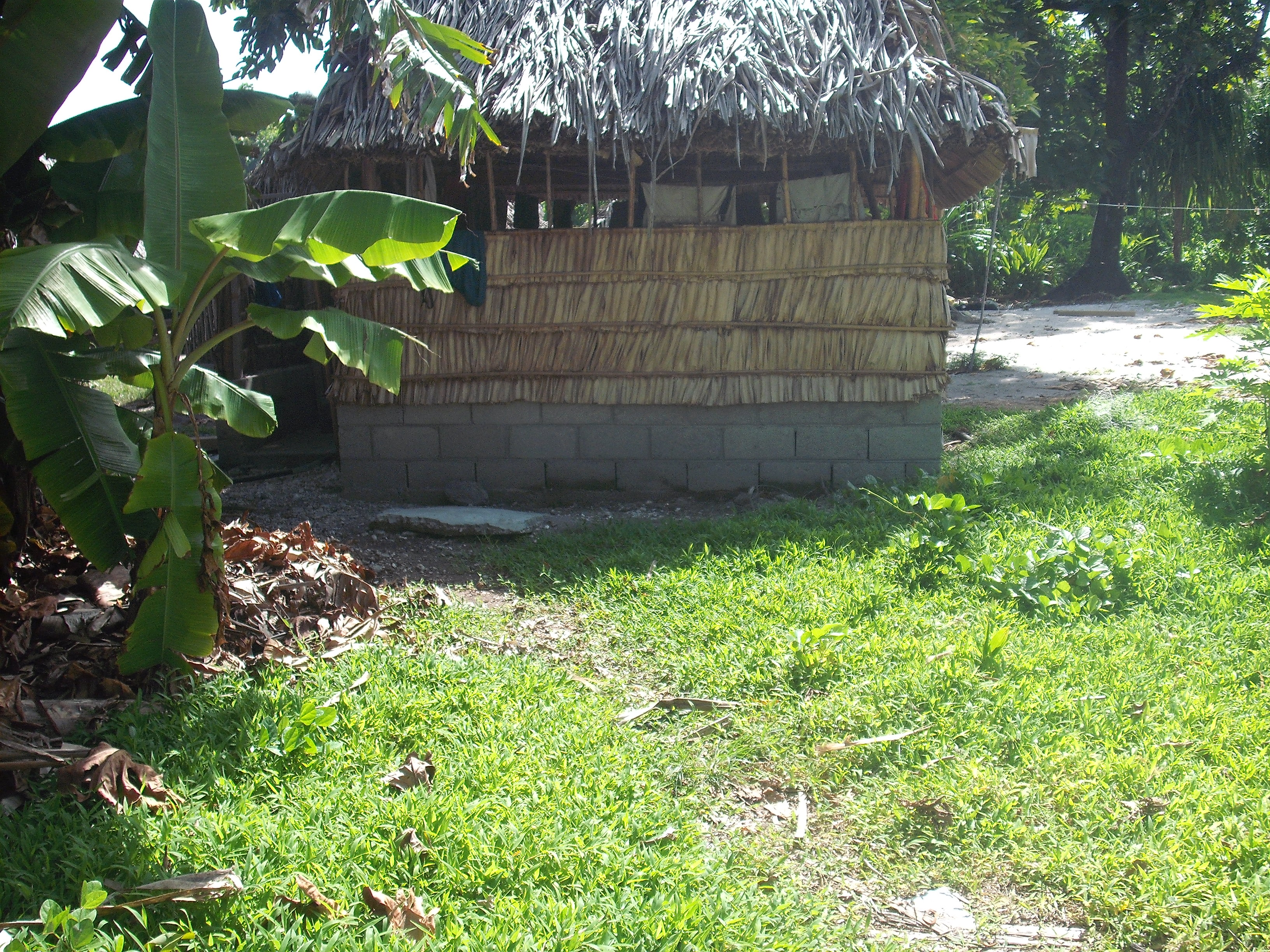
Teraaka Primary School - начальная школа Тераака на атолле Бутаритари

| Поселение     | Английское название | Численность населения, чел. (2005) | Численность населения, чел. (2010) |
| ------------- | ------------------- | ---------------------------------- | ---------------------------------- |
| Антекана      | Antekana            | 161                                | 217                                |
| Бикаати       | Bikaati             | 203                                | 225                                |
| Кеуэа         | Keuea               | 221                                | 258                                |
| Куума         | Kuuma               | 635                                | 323                                |
| Ономару       | Onomaru             | 347                                | 366                                |
| Табонуэа      | Tabonuea            | 244                                | 271                                |
| Танимаинику   | Tanimainiku         | 229                                | 248                                |
| Танимаиаки    | Tanimaiaki          | 250                                | 267                                |
| Таубукинмеанг | Taubukinmeang       | 266                                | 835                                |
| Теманокунуэа  | Temanokunuea        | 386                                | 621                                |
| Укианганг     | Ukiangang           | 338                                | 707                                |
| Тикурере      | Tikurere            | 0                                  | 8                                  |